# Grenoble Saint-Martin-d'Hères Métropole Isère Handball
Maillots
Actualités
Le Grenoble Saint-Martin-d'Hères Métropole Isère Handball (anciennement Grenoble-Saint-Martin-d'Hères GUC Handball) est un club de handball professionnel créé en 1965 et situé à Saint-Martin-d'Hères, ville de l'agglomération de Grenoble, dans le département de l'Isère (Auvergne-Rhône-Alpes).
Le club évolue en Championnat de France masculin de handball de Nationale 1 pour la saison 2024-2025.

## Histoire du club

### L'Entente sportive de Saint-Martin-d'Hères
- Stella Saint-Maur
  - G. Roussel 6 (dont 1 pen.), Martinet 5, Bouteillier 2, Gaudrin 2, Legrand 1 pen.
- ES Saint-Martin-d'Hères
  - Monneron 8 (dont 4 pen.), T. Meyer 3, P. Roussel 2, Lebrun 1, Robert 1.

L'Entente sportive de Saint-Martin-d'Hères (ESSM) est fondée en 1965. Parti du niveau régional, le club progresse dans les championnats jusqu'à accéder à la Nationale 1, le nom de l'élite française alors, en 1978. La même année, il se qualifie pour la finale de la Coupe de France où il s'incline contre le Stella Sports Saint-Maur,.
Comme le club francilien remporte également le championnat, les Isérois sont qualifiés pour la Coupe d'Europe des vainqueurs de coupe : exempté du tour préliminaire, l'ESSM est éliminé dès son entrée par le Tatabánya Bányász (défaite 17 à 33 en Hongrie puis match nul 22 à 22 à domicile).
En 1980, pour sa deuxième saison dans l'élite, l'ESSM se qualifie pour la poule finale puis récidive en 1981 et en 1983 mais est finalement relégué en 1985. Plusieurs joueurs de l'équipe du France ont évolué à l'ESSM comme Philippe Monneron (meilleur buteur du Championnat de France en 1979, 1980 et 1981), Joël Casagrande, Frédéric Perez, Christophe Perli ou Benoît Varloteaux.

### Années 1990 et 2000

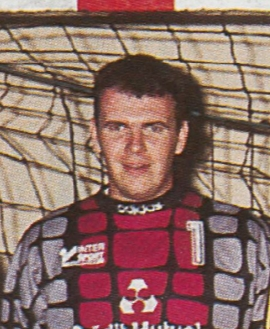
Benoît Varloteaux (1986-1994)

En 1991, l'ESSM qui évolue alors en Nationale 1B fusionne avec le CENGUC.
Cinq ans après sa formation, en 1995, le Saint-Martin-d'Hères Grenoble Université Club (SMHGUC) fusionne à nouveau avec un club grenoblois, le Grenoble Daudet.
C'est la naissance du GSMHGUC.
Ces fusions n'empêchent pas la descente progressive du club qui évolue alors au 3e échelon du handball français.

### Un nouveau départ et un projet 2020

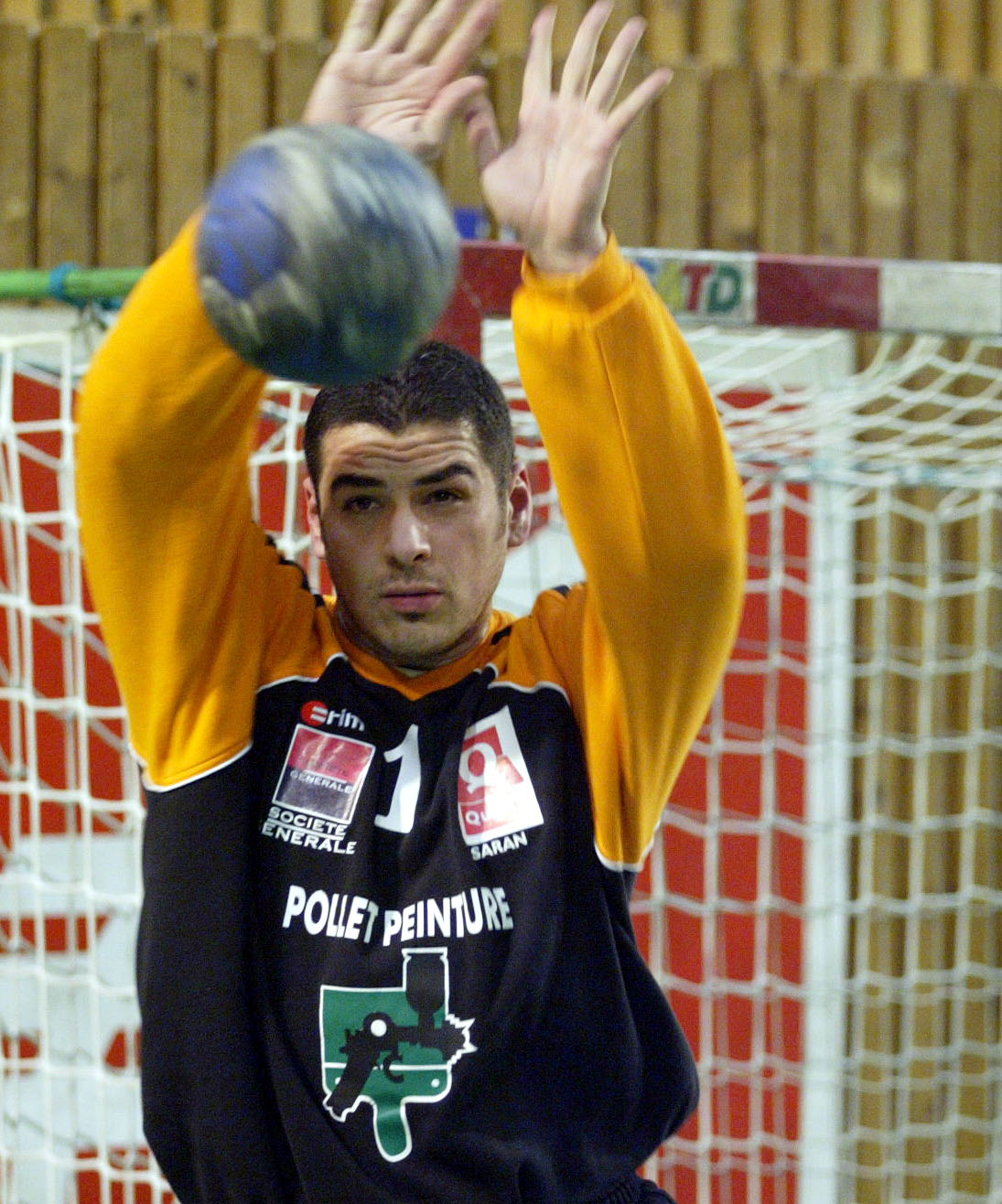
Andy Sekiou (2006-2014)

Depuis 2015 et l'arrivée d'un nouveau bureau directeur, le club s'est redonné un nouveau souffle et a désormais une vision ambitieuse avec pour terme l'année 2020.
L'association GSMH GUC Handball a pour ambition de devenir une structure professionnelle et d'évoluer le plus rapidement possible en Proligue (2e division) et à plus long terme en Starligue (1re division). En juin 2016, le club acquiert le statut VAP (Voie d'accès à la professionnalisation), statut indispensable pour pouvoir accéder à la Proligue.
Champion de France de Nationale 1 en 2018, le club peut évoluer ainsi en Proligue pour la saison 2018-2019. L'autorisation officielle étant donnée le 27 juin 2018 par la ligue nationale de handball. Le club change alors de dénomination en juillet en devenant le Grenoble Saint-Martin-d'Hères Métropole Isère Handball.

#### 2019-2020: Rétrogradations successives du club
Le club se maintient sportivement en Proligue mais la Ligue Nationale de Handball décide de la relégation en Nationale 1  du club à cause d'irrégularités administrative le 7 mai 2019 et confirmé en appel le 11 juillet 2019. Les différents griefs contre le club sont « non-respect d’une décision d’autorisation préalable de […]  En Nationale 1 en 2020, le club alors sur le podium se trouve amputé de douze points au classement.
A la fin de la saison 2019-2020, le club se voit rétrogradé en Nationale 2 à la suite de la décision de la CNCG.

#### Depuis 2021: Le Renouveau
Après 2 ans de Covid le club repart de l’avant avec une nouvelle équipe dirigeante, un nouveau projet à base de formation jeune. Création d’une Académie jeune sur les catégories -15, -17 et -18CF. L’équipe féminine réussi un sans-faute en championnat de PNF avec 20 victoires sur 20 matchs joués, elles sont championnes de PNF de la Ligue AURA est accède à la N3F.
L’ambition du club est de remonté en N1 pour les masculins et pourquoi pas en N2 pour les féminines.
Après une saison 2022-2023, sous le signe de la victoire (23 matchs / 23 victoires), les Rouges et Blancs sont champions de France de Nationale 2 et remontent en Nationale 1.

## Palmarès
| Compétitions nationales | Compétitions internationales                                                                       |
| --- | -------------------------------------------------------------------------------------------------- |
| Championnats - Championnat de France - Meilleur classement : 4e en 1980 et 1981 - Championnat de France de D2 - Vice-champion (1) : 1978 - Championnat de France de Nationale 1 - Champion (1) : 2018 - Championnat de France de Nationale 2 - Champion (1) : 2023 - Finaliste (1) : 2012 Coupes - Coupe de France - Finaliste (1) : 1978 | - Coupe d'Europe des vainqueurs de coupe - Meilleure performance : huitième de finale en 1978-1979 |

## Effectif 2019/2020
| N° | Poste | Nom                   | Date de naissance | Taille | Arrivée | Club précédent         | Sélection |
| -- | ----- | --------------------- | ----------------- | ------ | ------- | ---------------------- | --------- |
| 1  | GB    | Dražen Stojanović     | 18 mai 1985       | 1,95 m | 2019    | RK Spačva Vinkovci     | -         |
| 16 | GB    | Yvan Clot             | 13 février 1990   | 1,83 m | 2015    | Valence Handball       | -         |
| 7  | ALG   | Hakim Malek           | 7 mai 1987        | 1,79 m | 2009    | Formé au club          | -         |
| 19 | ALG   | Eymeric Mendez-Porcel | ?/?/1998          | ?      | 2019    | Formé au club          | -         |
| 17 | ALD   | Arthur Grillon        | ?/?/2002          | ?      | 2019    | Formé au club          | -         |
| 19 | ALD   | Augusto Aranda        | 7 août 1998       | 1,80 m | 2019    | CB Cangas              | -         |
| 2  | DC    | Samy Bendjaballah     | 27 septembre 1981 | 1,85 m | 2000    | Formé au club          | -         |
| 13 | DC    | Léo Dubois            | 15 avril 1997     | 1,81 m | 2019    | Saint-Marcel Vernon HB | -         |
| 22 | DC    | Marko Mishevski       | 23 août 1999      | 1,99 m | 2019    | RK Vardar Skopje       | Macédoine |
| 59 | ARG   | Slaven Brdar          | 20 juin 1990      | 1,96 m | 2018    | Valence Handball       | -         |
| 9  | ARD   | Antoine Marion        | 9 octobre 1992    | 1,93 m | 2019    | Villeurbanne HA        | -         |
| 10 | PVT   | Cédric Chevillard     | ?/?/1996          | 1,84 m | 2015    | Formé au club          | -         |
| 11 | PVT   | Joris Dei Neigri      | 28 avril 1983     | 1,88 m | 2010    | Meylan Handball        | -         |
| 14 | PVT   | Antoine Frattaruolo   | ?/?/2001          | ?      | 2019    | Formé au club          | -         |
| 18 | PVT   | Ryadh Souid           | 10 septembre 1987 | 1,94 m | 2017    | Amiens Picardie Hand   | Tunisie   |
| -  | Coach | Aziz Benkahla         |                   |        |         |                        |           |

## Gymnases

### Halle Pablo-Neruda (Saint-Martin-d'Hères)
Le GSMH38  Handball évolue au quotidien dans la halle Pablo-Neruda de Saint-Martin-d'Hères.
Cette salle historique pour le club peut accueillir jusqu'à 620 personnes. En 2019, le gymnase est repeint aux couleurs du club.

### Gymnase Jean-Pierre-Boy (Saint-Martin-d'Hères)
Le GSMH38 évolue pour sa première saison en Proligue dans cette salle martinéroise pouvant accueillir jusqu'à 450 personnes.

### Halle Clemenceau (Grenoble)
Le GSMH38 Handball peut être amené à évoluer dans la halle Clemenceau de Grenoble lors de délocalisations.
Cette salle construite en 1963 est une ancienne patinoire olympique reconvertie en 2001 en salle omnisports et peut accueillir jusqu'à 2 000 personnes.

## Masters de Handball
Le GSMH GUC Handball est l'organisateur du tournoi international de handball : les Masters de Handball. Quatorze éditions ont déjà eu lieu depuis 2002.
Ce tournoi réunit chaque année, à la fin des vacances d'été, quatre équipes de haut niveau du handball mondial. Parmi les plus prestigieuses équipes, on peut retrouver le PSG Handball, Montpellier HB, RK Zagreb, mais aussi des sélections nationales comme celles du Japon ou de la Tunisie. Les plus grandes stars sont passés par le parquet grenoblois : Nikola Karabatic, Jackson Richardson, Mikkel Hansen, ou encore Thierry Omeyer.
La quinzième édition aura lieu à la fin du mois d'août 2017.

## Historique du logo

Logo du GSMHGUC après la fusion avec Grenoble Daudet.
Logo actuel.